# Vuhlî, Hmilnîk
Vuhlî (în ucraineană Вугли) este un sat în comuna Lozova din raionul Hmilnîk, regiunea Vinnița, Ucraina.

## Demografie
Componența lingvistică a localității Vuhlî
     Ucraineană (98,58%)
     Rusă (1,14%)
Conform recensământului din 2001, majoritatea populației localității Vuhlî era vorbitoare de ucraineană (98,58%), existând în minoritate și vorbitori de rusă (1,14%).